# Франс Мазарел
Франс Мазарел (на нидерландски: Frans Masereel) е белгийски художник – живописец и график.

## Биография
Мазарел е роден в белгийския град Бланкенберге през 1889 година, а когато става на 7 години семейството му се мести да живее в Гент. На 18-годишна възраст започва да учи в Брюкселската академия за изящни изкуства в класа на Жан Делвин. През 1909 година две пътешествия в Англия и Германия вдъхновяват Мазарел за първите му гравюри на дърво. През 1911 година той се установява за четири години в Париж, а после емигрира в Швейцария, където работи в различни списания като график.
Мазарел става световноизвестен със серията си гравюри на дърво със социално-критическо съдържание, издържани в стила на експресионизма. Измежду тях са и така наречените „романи в образи“ „Слънце“, „Моят часовник“, „Идея“, „История без думи“, всички те създадени около 1920 година. По това време Мазарел рисува и илюстрациите към творби на Томас Ман, Емил Зола, Стефан Цвайг. През 1921 година художникът се завръща в Париж, където сътворява известните си картини със сцени от улиците на квартал Монмартр.
От 1925 година той живее края Булон-сюр-Мер, където основно рисува пристанищни пейзажи и портрети на моряци и рибари. През 1940-те години Франс Мазарел напуска Париж и живее последователно в различни градове в южна Франция. В края на Втората световна война той подновява позамрялата през последното десетилетие артистична дейност и отново започва да създава гравюри на дърво и платна. Считано от 1946 година, в продължение на няколко години Мазарел работи като учител в държавното училище за изкуства и занаяти в Саарбрюкен. През 1949 година се установява в Ница. През годините до 1968 г. той създава поредици от гравюри с вариации по теми, които чувствително се различават от ранните му повествователни „романи в образи“. В допълнение, проектира костюми и декори за множество театрални постановки.
Франс Мазарел има множество самостоятелни изложби и е член на няколко академии на изкуствата. Умира през 1972 година в Авиньон и е погребан в Гент. На негово име е учредена културната организация Masereelfonds.